# Andrea Carnevale
Andrea Alessandro Carnevale (Monte San Biagio, Provincia de Latina, 12 de enero de 1961) es un exfutbolista italiano que jugaba de delantero. Actualmente es responsable del sector juvenil del Udinese, club de la Serie A italiana.

## Trayectoria
Se formó en la cantera del Fondi. En 1978 fue fichado por el Latina y el año siguiente por el Avellino, con el que debutó en Serie A. Luego jugó en Reggiana, Catania, Cagliari y Udinese.
En 1986 el salto de calidad: Carnevale fue adquirido por el Napoli, donde permaneció cuatro temporadas ganando dos ligas (1986/87, 1989/90), una Copa de Italia (1986/87) y una Copa de la UEFA (1988/89).
En el verano 1990 pasó a la Roma. El comienzo en el club giallorosso fue positivo, con cuatro goles en cinco partidos; sin embargo fue descalificado por dopaje, acusado, junto a su compañero de equipo Peruzzi, de haber utilizado fentermina a través de pastillas adelgazantes. Regresó a la cancha un año después. Sus últimos equipos fueron Udinese y Pescara.

## Selección nacional
Ha sido internacional con la Selección de fútbol de Italia. Participó en los Juegos Olímpicos de Seúl 1988 y en el Mundial de Italia '90.

### Participaciones en Copas del Mundo
| Mundial                        | Sede   | Resultado     |
| ------------------------------ | ------ | ------------- |
| Copa Mundial de Fútbol de 1990 | Italia | Tercer puesto |

## Clubes
| Club            | País   | Año       |
| --------------- | ------ | --------- |
| AS Latina       | Italia | 1978-1979 |
| US Avellino     | Italia | 1979-1981 |
| AC Reggiana     | Italia | 1981-1983 |
| Cagliari Calcio | Italia | 1983      |
| Calcio Catania  | Italia | 1983-1984 |
| Udinese Calcio  | Italia | 1984-1986 |
| SSC Napoli      | Italia | 1986-1990 |
| AS Roma         | Italia | 1990-1993 |
| Pescara Calcio  | Italia | 1993-1994 |
| Udinese Calcio  | Italia | 1994-1995 |
| Pescara Calcio  | Italia | 1995-1996 |

## Palmarés

### Campeonatos nacionales
| Título          | Club       | País   | Año       |
| --------------- | ---------- | ------ | --------- |
| Serie A         | SSC Napoli | Italia | 1986-1987 |
| Copa de Italia  | SSC Napoli | Italia | 1986-1987 |
| Copa de la UEFA | SSC Napoli | Italia | 1988-1989 |
| Serie A         | SSC Napoli | Italia | 1989-1990 |